# تشکیل تراشه
تشکیل تراشه بخشی از فرایند برش مواد با ابزارهای مکانیکی، با استفاده از ابزارهایی مانند اره ، تراش و فرز برش است.
تشکیل تراشه و تخلیه مناسب تضمین می کند که فرایند برش بدون مزاحمت ادامه می یابد، ایمنی اپراتور حفظ می شود و بدون آسیب به ماشین ابزار، ابزار برش و قطعه کار. شکل‌گیری تراشه نسبت به هر موضوع دیگری در فناوری ماشین‌کاری توجه علمی بیشتری را به خود جلب کرده است، اما تبدیل نتایج علمی به مدل‌های کاربردی و قابل استفاده دشوار است. در اینجا ما به شکل گیری تراشه دقیقاً از چنین دیدگاه عملی نزدیک می شویم.
در حین ماشینکاری، ماده حذف شده در صفحه برشی دچار تغییر شکل و برش پلاستیکی می شود و بسته به ماده قطعه کار به شکل براده های بلند یا کوتاه خارج می شود. ماشینکاری بیشتر انرژی خود را در این ناحیه برشی مصرف می کند.  
برای ماشین کاری مواد تراکم ناپذیر، تغییر شکل مواد در صفحه برشی بدون تغییر حجم رخ می دهد. فرض کنید تغییر شکل به صورت برش ساده اتفاق می‌افتد و انبوهی از لایه‌های مواد در ماده‌ای که قرار است براده‌ها در آن تشکیل شوند، قرار می‌گیرد که هر لایه موازی با صفحه برشی است. شکل گیری تراشه را می توان به عنوان یک فرایند برش لایه های مواد مثال زد.
عوامل زیادی بر شکل گیری تراشه تأثیر می گذارند، به ویژه از جمله مواد قطعه کار. فرایند برش فلز شامل تغییر شکل پلاستیکی مواد قطعه کار است که سپس برش داده می شود. رفتار مواد الاستیک و پلاستیک نقش تعیین کننده ای در این فرایند دارد.
مواد مختلف قطعه کار ترکیب های متفاوتی از مقاومت برشی و شکل پذیری را نشان می دهند. شکل پذیری یک ماده قطعه کار به میزانی است که می توان آن را تغییر شکل داد تا زمانی که از بین برود. هرچه شکل پذیری مواد قطعه کار بیشتر باشد، براده ها طولانی تر می شوند. به عنوان یک قاعده کلی، زمانی که شکل پذیری مواد از تقریباً 25% فراتر می رود، تراشه ها از بلند تا بسیار بلند متغیر هستند.
تراشه‌ها را می توان از خیلی بلند تا خیلی کوتاه طبقه بندی کرد و چیپس های ایده آل باید از هر دو حالت افراطی اجتناب کنند. تراشه های خیلی کوتاه ماشین کاری را متناوب می کند که منجر به ریزشکستگی زودرس (تراشه) لبه برش و عمر بسیار کوتاه ابزار می شود. از منظر عمر ابزار، تراشه های بلند ترجیح داده می شوند. تراشه‌های بلند و صاف نیز در حین ماشین‌کاری ریز ارتعاشات کمتری تولید می‌کنند که به نوبه خود منجر به سطوح ماشین‌کاری کیفی بهتر می‌شود. با این حال، برای خود فرایند برش، تراشه های بلند ایده آل نیستند. آنها می توانند به ماشین ابزار، قطعه کار و ابزار برش آسیب برسانند و شرایط ناامنی را برای اپراتور ایجاد کنند. آنها همچنین می توانند مشکلات تخلیه را در نقاله تراشه ایجاد کنند که باعث افزایش توقف تولید می شود.
مطالعه رسمی تشکیل تراشه در حوالی جنگ جهانی دوم و اندکی پس از آن، با افزایش استفاده از ماشین‌های برش سریع‌تر و قوی‌تر، به ویژه برای برش فلز با برش‌های جدید فولادی با سرعت بالا، تشویق شد. کار پیشرو در این زمینه توسط کیویما (1952) و فرانتس (1958) انجام شد.
تشکیل تراشه معمولاً بر اساس یک مدل سه طرفه توسعه یافته توسط فرانتس توصیف می شود. این مدل بیشتر در زمینه طراحی ماشین ابزار شناخته شده است، اگرچه زمانی که یک منطقه کاربردی مانند نجاری نیاز به واژگانی برای توصیف تشکیل تراشه با جزئیات بیشتری از آنچه معمولاً انجام می شود، استفاده می شود.

## طبقه بندی تراشه ها
سه نوع تراشه اول، مشخصات اصلی، توسط دکتر نورمن فرانتس هستند. نوع تراشه  که تشکیل می شود به عوامل زیادی بستگی دارد، هم ابزار و هم مواد. به‌طور کلی، عوامل اصلی زاویه تشکیل شده توسط لبه های ابزار و همچنین زاویه ای است که در آن به سطح ارائه می شود.
تیزی ابزار برش معمولاً نوع تراشه را مشخص نمی کند، بلکه کیفیت تراشه و تمایزهای واضح بین انواع را مشخص می کند. یک ابزار کند یک تراشه منحط تولید می کند که بزرگ، پاره شده و از یک وسیله شکل گیری به وسیله دیگر متفاوت است، اغلب سطحی با کیفیت پایین را که در آن معنی تغییر می کند، پشت سر می گذارد.

تراشه نوع I

### تراشه نوع 1
تراشه‌های نوع I زمانی تشکیل می‌شوند که ماده‌ای جلوتر از لبه برش شکافته می‌شود، به دلیل اینکه ابزار به سمت بالا حرکت می‌کند و بیش از مقاومت کششی ماده، عمود بر سطح است. بنابراین، آنها به ویژه در مواد فیبری مانند چوب، که در آن الیاف جداگانه قوی هستند، اما ممکن است نسبتاً به راحتی از هم جدا شوند، مهم هستند.
تراشه های نوع I معمولاً در برش توسط ابزارهایی با زوایای برش کم عمق تشکیل می شوند.تراشه‌های نوع I ممکن است به صورت توده‌ای طولانی و پیوسته تشکیل شوند که اندازه آن فقط به طول برش محدود می‌شود.
این شکل گیری تراشه ایده آل برای تراشه های چوب ،  به ویژه آنهایی است که توسط یک هواپیمای تنظیم شده با دهانه دقیق تنظیم شده تولید می شوند.

### تراشه نوع 2
تراشه های نوع II زمانی تشکیل می شوند که نیروی برشی توسط گوه زاویه ابزار ایجاد شود. این ماده در امتداد یک صفحه زاویه دار کوتاه، از راس لبه ابزار، به صورت مورب به سمت بالا و جلو به سطح می افتد. مواد در امتداد این خط تغییر شکل می دهند و یک تراشه پیچش دار به سمت بالا را تشکیل می دهند. این تراشه ها عموما از زوایای برش میانی تشکیل می شوند.
تراشه های نوع II ممکن است در مواد انعطاف پذیر مانند فلزات تشکیل شوند.
تراشه های نوع II همچنین ممکن است به صورت انبوهی طولانی و پیوسته تشکیل شوند.

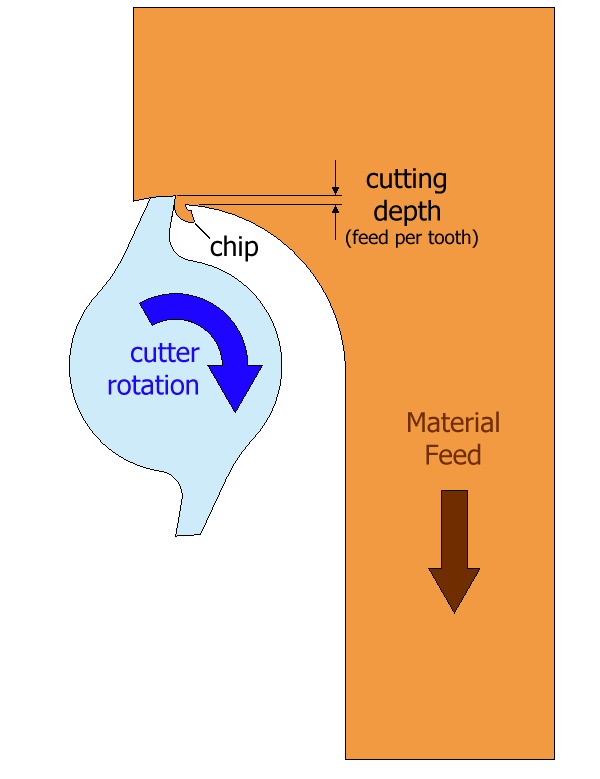
تشکیل تراشه نوع III در حین آسیاب صعودی

### تراشه نوع 3
تراشه‌های نوع III شکست فشرده‌سازی مواد را پیش از یک زاویه برش نسبتا مبهم، نزدیک به 90 درجه، تشکیل می‌دهند. در برخی از مواد ضعیف یا غیر انعطاف پذیر، این ممکن است تراشه قابل قبولی را تشکیل دهد، معمولاً به صورت گرد و غبار ریز، اما اغلب در عوض باعث ایجاد یک اثر تصادفی "برف‌روب" می شود که در آن مواد زائد جلوتر از ابزار جمع می شوند اما به‌طور قاطع پاک نمی شوند. به عنوان یک تراشه خوش فرم.
این نوع تراشه توسط روترها تشکیل می شود. همچنین توسط خراش‌های نجاری تشکیل می‌شود، اگرچه هنگامی که به درستی تیز و استفاده می‌شود، این تراشه‌های نازک نوع III را تشکیل می‌دهند که در عوض به‌عنوان یک تراشه نوع II خوب شکل می‌گیرد. تراشه ضایعات آن‌ها به اندازه‌ای نازک است که حجم شکست تراکمی به اندازه‌ای کوچک است که مانند صفحه برشی کاملاً مشخص نوع II عمل کند.

### تراشه نوع 0

تراشه نوع II

این نوع بعدها توسط ویلیام مک کنزی (1960) مشخص شد. 